# Personaggi di Haikyu!!
Questa voce contiene l'elenco dei principali personaggi del manga Haikyu!!, di Haruichi Furudate.

## Liceo Karasuno
Shoyo Hinata (日向 翔陽?, Hinata Shōyō)
Doppiato da: Ayumu Murase (ed. giapponese), Simone Lupinacci (ed. italiana)
Hinata è uno studente del primo anno al liceo Karasuno ed è il protagonista. È innamorato della pallavolo da quando, da piccolo, ha visto in TV una partita del Piccolo Gigante, giocatore del Karasuno della prefettura di Miyagi famoso per essere l'asso della squadra nonostante la sua piccola statura. Entra a far parte del club di pallavolo, lo stesso del suo idolo, per prendersi la rivincita contro Tobio Kageyama, che lo ha battuto nel primo e unico torneo alle medie, ma nel momento in cui entra nella palestra della nuova scuola, scopre di essere in squadra proprio con lui. Possiede grande velocità e forza, che esprime soprattutto nel salto, ma è basso e abbastanza scarso negli altri fondamentali della pallavolo (ricezione e palleggio su tutti), cosa che fa di lui un giocatore mediocre. Nonostante la statura, il suo ruolo in campo è quello di centrale. Sfruttando la sua velocità e potenza di salto sviluppa un attacco quasi infallibile (una slide hit estremamente rapida) con il suo compagno Kageyama, l'unico alzatore in grado di fornire alzate abbastanza precise e veloci, ciò avrà anche un effetto secondario: Hinata diventa una vera e propria esca formidabile dato che gli avversari, aspettandosi un suo attacco infallibile, subiscono punti dagli altri schiacciatori del Karasuno a cui Kageyama alza la palla in modo da coglierli completamente di sorpresa. Benché all'inizio Hinata non amasse l'idea di essere un'esca, col tempo impara ad apprezzare questa sua qualità comprendendo l'importanza di saper valorizzare anche la forza dei suoi compagni. Inizialmente la sua rapidità e la sua prestanza atletica erano totalmente inutili in quanto privo di un vero bagaglio tecnico, questo perché alle scuole medie non ha mai beneficiato né di un vero programma di allenamento né di un vero team, ma potendo giocare per la prima volta in una vera squadra di pallavolo al Karasuno, farà grandissimi progressi acquisendo una tecnica più proteiforme. È una persona ansiosa, che cede facilmente ad attacchi di panico quando si lascia trasportare dal nervosismo, ma quando ritrova l'autocontrollo si rivela competitivo, tanto da voler sfidare avversari più forti di lui con lo scopo di migliorare sempre di più. Ha una sorellina minore di nome Natsu. È alto 164 cm e indossa la maglia N°10.
Tobio Kageyama (影山 飛雄?, Kageyama Tobio)
Doppiato da: Kaito Ishikawa (ed. giapponese), Andrea Oldani (ed. italiana)
Kageyama è uno studente del primo anno al liceo Karasuno. Giocava nella scuola media Kitagawa Daiichi, dove era conosciuto come "Re del campo" (perché egoista e incapace di fare gioco di squadra e con la tendenza ad alzare il pallone solo a chi riteneva degno) nonostante le sue indiscusse capacità fallì miseramente poiché i suoi compagni non riuscivano a stargli dietro, dato che non lo accettavano come leader. Si unisce al Karasuno dopo essere stato rifiutato dalla Shiratorizawa, la squadra più forte della prefettura di Miyagi. Durante l'ingresso al liceo il suo carattere cambia radicalmente, pur preservando la sua indole superba e scontrosa, impara a essere più solidale e disponibile con i suoi compagni, avendo capito che il suo atteggiamento dispotico e pretenzioso non gli avrebbe mai permesso di guadagnarsi la fiducia della propria squadra, evitando di ripetere gli stessi errori che fece alle medie. È un alzatore famoso per il suo talento e la sua infallibile tecnica, che gli permettono di tirare fuori il meglio da ogni schiacciatore, nonché per l'ottima capacità di valutare la situazione circostante e scegliere l'attacco migliore. Giocatore completo, capace di ricoprire ogni posizione in campo, considerato una delle migliori giovani promesse nella nazionale di pallavolo giovanile giapponese. Pur avendo molta cura delle sue dita, non se le fascia mai, questo perché quando usa l'alzata ha bisogno che le sue mani abbiano una percezione assoluta della palla. È alto 181 cm. Si ritrova ad essere in squadra con Hinata poiché entrambi si iscrivono al liceo Karasuno e sarà proprio lui a far cambiare il suo brutto carattere, anche grazie all'attacco che solo insieme possono eseguire. Ha una sorella maggiore, Miwa, ed ha iniziato a giocare a pallavolo grazie al nonno, Kazuyo, che allenava una squadra femminile. Indossa la maglia N°9.
Daichi Sawamura (澤村 大地?, Sawamura Daichi)
Doppiato da: Satoshi Hino (ed. giapponese), Massimo Triggiani (ed. italiana)
Daichi è il capitano della squadra. È uno schiacciatore laterale, alto 176 cm, molto abile soprattutto in ricezione. Appare come una persona tranquilla ed è molto attento e interessato al gioco, ma fa davvero paura quando si arrabbia. Da bravo capitano, riesce sempre ad unire ed incoraggiare la squadra. È uno dei giocatori del Karasuno che non ha mai lasciato il club, nemmeno alla luce dello scarso successo della squadra negli ultimi anni. Indossa la maglia N°1.
Kōshi Sugawara (菅原 孝支?, Sugawara Kōshi)
Doppiato da: Miyu Irino (ed. giapponese), Tommaso Zalone (ed. italiana)
Sugawara è un alzatore, alto 174 cm, il titolare della squadra fino all'arrivo di Kageyama, nonché il vice capitano. È sempre pronto a sollevare l'umore della squadra e a motivarla nel momento del bisogno. Sugawara è una persona particolarmente allegra e solare, ma all'inizio, soffrendo per gli insuccessi dell'anno precedente, si nasconde dietro al nuovo abilissimo alzatore. Nonostante ciò, è capace di creare tattiche elaborate per la squadra, molto pericolose per gli avversari, questo perché, avendo più esperienza di Kageyama, conosce perfettamente tutti gli schiacciatori e il tipo di alzata che preferiscono quando devono attaccare. Indossa la maglia N°2.
Asahi Azumane (東峰 旭?, Azumane Asahi)
Doppiato da: Yoshimasa Hosoya (ed. giapponese), Ruggero Andreozzi (ed. italiana)
Asahi è uno schiacciatore laterale, alto 186 cm, considerato l'asso della squadra. Nonostante il suo aspetto che impone soggezione, è molto timido e pauroso. Ha una grande intesa con Daichi e Sugawara, conoscendosi sin dal primo anno del liceo. Aveva lasciato la squadra dopo la sconfitta contro il Date Tech, perché, per quante volte ci avesse provato, era riuscito raramente a superare i muri dei centrali avversari, al punto di rassegnarsi e smettere di chiamare l'alzata. Proprio perché si era rassegnato aveva litigato con Nishinoya, il libero della squadra, e si era deciso a lasciare la squadra, per poi rientrarvi constatando l'alto livello di Hinata e Kageyama, capendo che ora il Karasuno può contare su molti più giocatori di talento non dovendo più affidarsi solo a lui. Indossa la maglia N°3.
Yuu Nishinoya (西谷 夕?, Nishinoya Yū)
Doppiato da: Nobuhiko Okamoto (ed. giapponese), Stefano Pozzi (ed. italiana)
Nishinoya è il libero ed il ragazzo più basso della squadra (160 cm). Molto energico ed impulsivo, alle scuole medie era uno dei migliori liberi della nazione. È solito dare alle sue "mosse speciali" dei nomi, ma nonostante possa sembrare infantile è molto affidabile in campo, al punto di essersi guadagnato il soprannome di "Divinità Guardiana del Karasuno". Come lui stesso ammette si è iscritto al Karasuno solo perché gli piacevano le divise scolastiche dell'istituto. Aveva dovuto smettere di allenarsi per qualche mese a causa di una sospensione datagli per aver rotto un vaso mentre litigava con Asahi per la decisione di quest'ultimo di lasciare la squadra. È molto amico con Ryunosuke, del suo stesso anno, con cui condivide anche una cotta per Kiyoko Shimizu, la manager della squadra. In più rispetta tantissimo Asahi, che ha tutte le qualità fisiche che gli mancano, ed è per questo che si era arrabbiato con lui quando, nel mezzo della partita, aveva smesso di chiamare la palla. Per questo motivo, decide di tornare in squadra solo quando torna anche Asahi. Indossa la maglia N°4.
Ryunosuke Tanaka (田中 龍之介?, Tanaka Ryūnosuke)
Doppiato da: Yū Hayashi (ed. giapponese), Federico Viola (ed. italiana)
Ryunosuke è uno schiacciatore del secondo anno. È forte, feroce e aggressivo, ma rispetta profondamente i suoi compagni. Quando gioca, mostra un'incredibile forza mentale, anche quando viene continuamente preso di mira dalla squadra opposta. Sfortunatamente, il suo comportamento aggressivo e il suo aspetto da delinquente a volte fanno una cattiva impressione. Ryunosuke cerca spesso di intimidire i membri delle altre squadre, provocandoli fino a quando Daichi o Sugawara lo interrompono e lo portano via. È un buon amico di Nishinoya ed entrambi hanno una cotta per la loro team manager, Shimizu Kiyoko, che in seguito diventerà sua moglie. È alto 178 cm. Indossa la maglia N°5.
Kei Tsukishima (月島 蛍?, Tsukishima Kei)
Doppiato da: Kōki Uchiyama e Tomo Muranaka (da bambino) (ed. giapponese), Gianandrea Muià (ed. italiana)
Amico di Yamaguchi fin dall'infanzia, Kei è molto schietto, ha l'abitudine di provocare chi gli sta intorno (di solito Hinata e Kageyama, ma anche i suoi senpai Tanaka e Nishinoya), e sembra mostrare poco o nessun rispetto per i suoi compagni di squadra. Unitosi al club più per passare il tempo che per passione. Amava infatti la pallavolo quando era bambino, soprattutto grazie al fratello Akiteru, che diceva di essere l'asso del Karasuno. Decise perciò di andare a vedere una partita del Karasuno, ma rimase estremamente deluso quando vide che il fratello non solo non era l'asso della squadra, ma non si trovava neanche in panchina. Riscoprirà la passione per la pallavolo solo durante la finale della prefettura del torneo di primavera contro la Shiratorizawa. È il giocatore più alto della squadra (190 cm) ed il suo ruolo è centrale, bravo attaccante, possiede un servizio preciso ma poco potente. Indossa la maglia N°11.
Tadashi Yamaguchi (山口 忠?, Yamaguchi Tadashi)
Doppiato da: Sōma Saitō e Hiro Nakajima (da bambino) (ed. giapponese), Andrea Rotolo (ed. italiana)
Yamaguchi è un amico di infanzia di Kei, e si unisce alla squadra insieme a lui. Molto timido, fa spesso affidamento sugli altri e non gioca quasi mai, fino a quando non inizia ad allenarsi per imparare a servire con un servizio flottante. Diventa così il pinch server della squadra: un giocatore forte al servizio che entra solo per battere nei momenti cruciali della partita. È alto 180 cm. Indossa la maglia N°12.
Chikara Ennoshita (縁下 力?, Ennoshita Chikara)
Doppiato da: Toshiki Masuda (ed. giapponese), Andrea Colombo Giardinelli (ed. italiana)
Ennoshita è il principale candidato a sostituire Sawamura come prossimo capitano del Karasuno, infatti benché Ryunosuke sia più forte di lui, egli è troppo intemperante, e infatti non sarebbe in grado di portare ordine e placidità tra i compagni, infatti anche se Ennoshita è un po' insicuro, nei momenti più difficili si rivela un ottimo trascinatore per la squadra. I primi tempi non sono stati facili per lui sotto la guida di Ikkei dato che non riusciva a stare dietro agli allenamenti, e sebbene fosse tentato di lasciare la squadra, è rimasto nel club di pallavolo perché ama molto questo sport. È un ragazzo gentile, ma anche se lo nasconde è molto sensibile e orgoglioso. Indossa la maglia N°6.
Hisashi Kinoshita (木下 久志?, Kinoshita Hisashi)
Doppiato da: Sagara Nobuyori (ed. giapponese), Davide Minetto (ed. italiana)
Il suo ruolo in squadra pare non essere molto diverso da quello di Yamaguchi dato che è solo una riserva e viene messo in campo solo per eseguire la battuta, tra l'altro proprio come quest'ultimo sembra avere dei problemi a controllare le sue paure, è evidente che affrontare avversari molto forti lo intimorisce. Durante la trama della serie non ha quasi mai giocato. Indossa la maglia N°7.
Kazuhito Narita (成田 一仁?, Narita Kazuhito)
Doppiato da: Koutarou Nishiyama (ed. giapponese), Maurizio Di Girolamo (ed. italiana)
È un centrale, ma nonostante sia di un anno più grande rispetto a Hinata e Kei (i quali coprono il suo stesso ruolo) lui è una riserva, dato che loro due sono nettamente più forti, effettivamente Narita entra in partita solo quando loro sono costretti a lasciare il campo. Non è molto ambizioso, infatti non gli interessa il ruolo di capitano benché avesse le carte in regola per ambire a tale posizione. Indossa la maglia N°8.
Kiyoko Shimizu (清水 潔子?, Shimizu Kiyoko)
Doppiata da: Kaori Nazuka (ed. giapponese), Federica Simonelli (ed. italiana)
Shimizu è una studentessa del terzo anno e la manager del club di pallavolo del Karasuno. È un ex membro del club di atletica e viene reclutata da Daichi nel loro primo anno per diventare il team manager. Porta sempre dei collant neri in modo da coprire le varie ferite che riporta sulle gambe che si è procurata ai tempi in cui faceva da ostacolista. Parla raramente e ha una personalità distinta e semplice, ma si preoccupa profondamente della squadra e del suo successo. È sorprendentemente timida, come si vede quando tenta di fornire parole di incoraggiamento alla squadra. Poiché è al suo ultimo anno di scuola superiore, recluta Yachi e la prepara per assumere il ruolo di manager, permettendole di aprirsi e condividere la sua passione per il suo ruolo. Grazie alla sua bellezza, il Karasuno è conosciuta come la squadra con "la manager carina". Viene spesso guardata da avversari e curiosi, così come da Nishinoya e Ryunosuke, che la proteggono gelosamente e si offrono di aiutarla a trasportare le cose.
Hitoka Yachi (谷地 仁花?, Yachi Hitoka)
Doppiata da: Sumire Moroshi (ed. giapponese), Erica Laiolo (ed. italiana)
Yachi è uno studentessa del primo anno scelta da Shimizu a metà anno per diventare assistente manager e assumere il ruolo di manager quando Shimizu si diplomerà. È una ragazza eccessivamente nervosa e ansiosa, ed è stata molto intimidita la prima volta che Shimizu l'ha presentata alla squadra. Ha esitato ad entrare come manager dopo aver assistito all'entusiasmo della squadra nel raggiungere il campionato nazionale, temendo che sarebbe stato ingiusto da parte sua se non avesse avuto le conoscenze adeguate per aiutare la squadra ad avere successo. Dopo aver parlato con Hinata del suo dilemma, decide di unirsi e si prefigge l'obiettivo di imparare il più possibile per aiutare la squadra. Yachi è molto gentile e intelligente, fa facilmente amicizia con Hinata e si apre a tutti gli altri membri del team. Impara rapidamente e prende appunti durante la pratica. È molto studiosa e felice di aiutare Hinata e Kageyama a studiare per i loro test. Yachi disegna anche poster per chiedere donazioni per il team, aiutata e influenzata da sua madre, che è una graphic designer. Ammira Shimizu e si innervosisce in sua presenza, agitandosi e confondendo le sue parole.
Keishin Ukai (烏養 繫心?, Ukai Keishin)
Doppiato da: Kazunari Tanaka (stagioni 1-3) e da Hisao Egawa (stagioni 3+) (ed. giapponese), Luca Ghignone (ed. italiana)
È un ex-membro della squadra di pallavolo del Karasuno e l'attuale allenatore della squadra, nonché membro della squadra di quartiere. Era originariamente un alzatore ed è il nipote del precedente allenatore, il famoso Ikkei Ukai. Aiuta sua madre nel loro negozio di famiglia, dove la squadra spesso passa per mangiare dopo gli allenamenti. Sebbene inizialmente si rifiutasse di essere l'allenatore del Karasuno, accetta di allenarli per una partita di prova contro il liceo Nekoma, la scuola rivale del Karasuno già da molti anni, contro la quale lui stesso aveva giocato. Dopo aver assistito al potenziale della nuova squadra del Karasuno, Ukai decide di continuare come allenatore ufficiale. Si preoccupa profondamente dei giocatori e incoraggia la loro crescita sia atletica che mentale.
Il suo compleanno è il 5 aprile.
Ittetsu Takeda (武田 一鉄?, Takeda Ittetsu)
Doppiato da: Hiroshi Kamiya (ed. giapponese), Massimo Di Benedetto (ed. italiana)
L'insegnante di letteratura giapponese della Karasuno High School e il docente responsabile della squadra di pallavolo. Anche se non ha esperienza con la pallavolo, prende appunti su tutto ciò che impara e supporta la squadra al massimo. Ha una personalità entusiasta e persistente, che impressiona l'allenatore del Nekoma, facendolo concordare per tenere partite di prova con la squadra del Karasuno. Quando il Karasuno non aveva un allenatore all'inizio dell'anno, ha assillato Keishin Ukai per settimane affinché diventasse l'allenatore ufficiale della squadra. Parla spesso in metafore difficili da capire, cosa che lo fa diventare agitato e imbarazzato quando si rende conto che la squadra potrebbe non capire.

## Liceo Aoba Johsai
Tōru Oikawa (及川 徹?, Oikawa Tōru)
Doppiato da: Daisuke Namikawa (ed. giapponese), Renato Novara (ed. italiana)
Capitano dell'Aoba Johsai, nonché alzatore titolare. Studente del terzo anno, alto 184 cm, avrebbe potuto frequentare il liceo Shiratorizawa, la cui squadra di pallavolo è considerata la più forte della prefettura di Miyagi, ma ha preferito un'altra scuola, probabilmente per non dover fare squadra con Ushijima. Oikawa considera Ushijima e Kageyama i suoi più pericolosi rivali, il suo livello è pari a quello dei giocatori dell'università. Frequentava la scuola media Kitagawa Daiichi (considerato uno dei più forti giocatori nella sua fascia d'età) insieme a Kageyama, più grande di lui di due anni. Kageyama ha migliorato il suo gioco ispirandosi a lui, anche se Oikawa ritiene che Kageyama gli sia superiore, infatti per quanto sia bravo Oikawa non è un genio come Kageyama. Il suo gioco versatile lo rende un avversario temibile, infatti benché quasi sempre preferisca concentrarsi sulle sue alzate (in grado di adattarle alle esigenze degli schiacciatori) all'occorrenza, seppur raramente, è capace di eseguire bene anche la schiacciata oltre ad essere bravo anche nel difendere facendo muro. La precisione del suo servizio è quasi infallibile, capace di dirigere la palla dove lui vuole con ottima precisione, famoso per le sue ace con cui riesce a controllare il ritmo del match. Intelligente, sa riflettere velocemente e sa come impostare le strategie di gioco. Ha un'espressione gentile, ma è una persona decisamente superba e provocatoria, è talmente sicuro della sua superiorità da non tollerare di incontrare avversari forti quanto lui che possano metterlo in ombra. Indossa la maglia N°1.
Hajime Iwaizumi (岩泉 一?, Iwaizumi Hajime)
Doppiato da: Yusen Isamu (ed. giapponese), Sacha Pilara (ed. italiana)
Gioca come schiacciatore laterale, è l'asso della squadra, studente del terzo anno, alto 179 cm, anche lui ex studente della scuola media Kitagawa Daiichi. Ha la tendenza ad innervosirsi davanti all'ottimismo di Oikawa, oltre al fatto che lo invidia per il successo che riscuote con le ragazze, comunque tra i due c'è una forte amicizia che dura dai tempi delle scuole elementari, alle volte Iwaizumi è severo con Oiwaka solo per il suo bene, rivelandosi anche saggio e giudizioso. Per lui, indipendentemente da quanto un giocatore sia forte, deve avere il buon senso di sapersi affidare al lavoro di squadra. È un attaccante di gran valore, avendo un'ottima intesa di gioco con Oikawa sa come sfruttare le alzate del suo compagno per dare sfoggio della propria schiacciata, ma gioca benissimo pure in difesa, per sua stessa ammissione più una schiacciata è potente e più per lui è gratificante riuscire a riceverla. Indossa la maglia N°4.
Kentarō Kyōtani (京谷 賢太郎?, Kyōtani Kentarō)
Doppiato da: Shunsuke Takeuchi (ed. giapponese), Andrea Beltramo (ed. italiana)
Studente del secondo anno, è l'ala più forte dell'Aoba Johsai, alto 178 cm. Iniziò ad appassionarsi alla pallavolo da bambino, crescendo divenne evidente che aveva un talento incredibile, frequentò la scuola media Minami Daisan, da quello che si racconta solo nel periodo in cui vi giocò Kyōtani la loro squadra di pallavolo era ritenuta forte. Non rispetta le gerarchie, tanto da essere offensivo anche con i suoi compagni di squadra più anziani, non essendo bravo a stare in gruppo per molto tempo si è allontanato dalla squadra, gli unici che pare rispettare sono Oikawa e Iwaizumi. Gli è stato dato l'epiteto di "Kyōken" (traducibile come cane rabbioso). Più rimane inattivo nel gioco, e più accumula rabbia con la quale aumenta la forza delle sue schiacciate, che si rivelano potenti e quasi imprendibili, anche solo per mezzo di un semplice terzo tempo. Quando salta riesce a flettere il suo corpo per merito della forza muscolare della schiena e degli addominali. Se è necessario può schiacciare anche con la mano sinistra pur non essendo quella dominante. Il suo gioco non ha niente a che vedere che i soliti schemi dell'Aoba Johsai basati sulla coordinazione tra i singoli giocatori in quanto Kyōtani fa affidamento sull'istintività. Indossa la maglia N°16.
Yutaro Kindaichi (金田一 勇太郎?, Kindaichi Yūtarō)
Doppiato da: Makoto Furukawa (ed. giapponese), Alessandro Fattori (ed. italiana)
È il giocatore più alto della squadra (190 cm) di ruolo centrale, è tra i giocatori più forti della squadra. La sua testa, per via della sua forma, viene paragonata a una cipolla. Studente del primo anno, lui e Kageyama frequentavano la stessa scuola media del Kitagawa Daiichi, ma tra loro non c'è mai stata amicizia, Kindaichi ha sempre provato nei suoi confronti una forte avversione dato che non lo riteneva un buon compagno di squadra, oltre al fatto che in partita tra loro non c'era la stessa intesa che Kageyama ha con Hinata, non riuscendo a concepire come quest'ultimo, benché sia più basso di lui, riesce a schiacciare così bene con le alzate di Kageyama. Lui e Kageyama, divisi dall'iscrizione in due scuole diverse (Kindaichi l'Aoba Johsei e Kageyama il Karasuno) ora che sono avversari hanno (in parte) appianato le loro divergenze, infatti Kindaichi lo rispetta come avversario. Indossa la maglia N°12.
Akira Kunimi (国見 英?, Kunimi Akira)
Doppiato da: Atsushi Tamaru (ed. giapponese), Marcello Gobbi (ed. italiana)
Gioca come ala, studente del primo anno, alto 183 cm è un altro ex giocatore della scuola media Kitagawa Daiichi, ha sempre un'espressione seria, a detta di Kageyama raramente sorride. Non sempre gioca col massimo impegno, questo perché preferisce risparmiare le sue forze per i momenti più difficili, ciò gli permette di giocare con freddezza e concentrazione sfruttando pienamente la sua schiacciata anche quando il gioco va avanti a tempi prolungati senza vacillare, sebbene non sia forte quanto Kyōtani, infatti è solo quando quest'ultimo non viene impiegato in campo che l'Aoba Johsai si affida a Kunimi. Stando a quanto dice Hinata, la sua ricezione è simile a quella di Ushijima, si focalizza principalmente nell'evitare i movimenti superflui. Indossa la maglia N°13.
Shinji Watari (渡 親治?, Watari Shinji)
Doppiato da: Fabrizio Valezano (ed. italiana)
Libero della squadra, studente del secondo anno alto 171 cm, la sua buona ricezione gli consente di mantenere la palla in gioco non facendosi cogliere impreparato sia dai tiri più violenti che dai pallonetti, oltre a ciò potenzialmente potrebbe giocare anche come alzatore avendo un tecnica sopra la media. Indossa la maglia N°7.
Takahiro Hanamaki (花巻 貴大?, Hanamaki Takahiro)
Doppiato da: Tōru Sakurai (ed. giapponese), Andrea Moretti (ed. italiana)
È un'ala, studente del terzo anno, alto 184 cm. Proprio come molti dei suoi compagni di squadra è un bravo schiacciatore, contribuendo al forte gioco offensivo dell'Aoba Johsai, inoltre sa rendersi utile anche in difesa. Indossa la maglia N°3.
Issei Matsukawa (松川 一静?, Matsukawa Issei)
Doppiato da: Yusen Isamu (ed. giapponese), Andrea La Greca (ed. italiana)
Ricopre il ruolo di ala, studente del terzo anno alto 179 cm. Tra tutti gli schiacciatori della squadra è quello che viene impiegato di meno nelle azioni vincenti, comunque come viene fatto notare da Keishin è bravo nel schiacciare la palla quando gli viene alzata al centro della rete. Indossa la maglia N°2.
Shigeru Yahaba (矢巾 秀?, Yahaba Shigeru)
Doppiato da: Kengo Kawanishi (ed. giapponese), Manfredi Mo (ed. italiana)
È l'alzatore di riserva della squadra, studente del secondo anno, almeno in apparenza sembra disinteressato nei confronti dei suoi compagni, ma in realtà tiene a loro, sapendo quanto per la sua squadra sia importante vincere. A quanto pare ha un debole per Yachi. Indossa la maglia N°6.
Nobuteru Irihata (入畑 伸照?, Irihata Nobuteru)
Doppiato da: Mitsuaki Hoshino (ed. giapponese), Marco Balzarotti (ed. italiana)
È l'allenatore dell'Aoba Johsai, in genere segue le partite con tranquillità anche perché raramente interferisce negli incontri, specialmente perché è quasi sempre Oikawa che decide le strategie durante i match, ma all'occorrenza sa quando è il momento di intervenire rivelandosi un bravo stratega.

## Liceo Nekoma
Tetsuro Kuroo (黒尾 鉄朗?, Kuroo Tetsurō)
Doppiato da: Yuichi Nakamura (ed. giapponese), Patrizio Prata (ed. italiana)
Capitano della squadra del liceo Nekoma, della prefettura di Tokyo vecchia rivale della squadra del Karasuno, gioca come centrale ed è uno studente del terzo anno, alto 188 cm. Da bambino era piuttosto introverso, appassionandosi alla pallavolo ha imparato a socializzare con gli altri. Vanta un'ottima schiacciata, ma è bravo pure a fare muro (Keishin afferma che Kuroo non ha rivali) sapendo leggere bene i tempi, Kei ha dovuto prenderlo a modello per migliorare il suo gioco. Ha uno sguardo minaccioso e tracotante, tende a innervosirsi davanti alle provocazioni, ciò lo porta spesso a litigi infantili. Rispetta i suoi compagni ma non si astiene alle volta dall'essere un po' irriverente con loro. Mette entusiasmo sia nelle partite che negli allenamenti, per lui l'aspetto più fondamentale del gioco è l'armonia che si deve creare tra i singoli elementi della squadra. Amico di Kozume fin dai tempi delle scuole elementari, proprio lui incoraggiò Kozume a dedicarsi alla pallavolo. Indossa la maglia N°1.
Kenma Kozume (孤爪 研磨?, Kozume Kenma)
Doppiato da: Yūki Kaji (ed. giapponese), Alessandro Pili (ed. italiana)
Alzatore della squadra e studente del secondo anno, alto 170 cm, considerato la vera mente del Nekoma, sa come impartire istruzioni questo perché comprende bene le dinamiche della partita analizzando le tecniche avversarie, sa come cogliere di sorpresa i suoi rivali, usando un gioco imprevedibile, tanto da poter persino fare punto da solo con le sue finte, limita al minimo i suoi movimenti in modo che i suoi rivali non possano intuire le sue intenzioni. Fin dall'infanzia faticava a farsi degli amici, questo perché per sua scelta preferiva rimanere solo, l'unico amico che aveva era Kuroo, è stato difficile per lui adattarsi all'inizio agli intensi allenamenti della squadra del Nekoma. È stato Kuroo a insistere affinché facesse l'alzatore ritenendolo il ruolo più adatto a Kozume. Pur avendo talento non prova una vera e propria passione per la pallavolo, punta alla vittoria solo perché lo ritiene un suo dovere nei confronti dei suoi compagni. Nel tempo libero gioca ai videogame. Indossa la maglia N°5.
Morisuke Yaku (夜久 衛輔?, Yaku Morisuke)
Doppiato da: Shinnosuke Tachibana (ed. giapponese), Dario Sansalone (ed. italiana)
Libero della squadra, alto 166 cm, studente del terzo anno, è il difensore più forte della squadra, in realtà molti dei giocatori del Nekoma sono forti in difesa e quindi Yaku non riesce a far risaltare le sue doti, ma secondo Nishinoya è proprio questa la vera forza di Yaku: lui passa inosservato e quindi coglie di sorpresa gli attaccanti avversari. Riesce a ricevere posizionandosi esattamente nella traiettoria della palla. Per lui la dedizione al suo ruolo di libero è fondamentale perché, anche se è l'unica posizione che impone di non attaccare, lo ritiene importante quanto quello degli altri. L'impegno che mette nelle partite è tale da mettere in pericolo anche la sua stessa incolumità fisica pur di aiutare i suoi compagni. Tra lui e Kuroo c'è un rapporto di rispetto e rivalità, anche perché avevano giocato l'uno contro l'altro ai tempi delle scuole medie, l'amore per la pallavolo è l'unica cosa che hanno in comune ma per il resto sono in disaccordo su tutto. Prova un po' di antipatia per Lev. Indossa la maglia N°3.
Shōhei Fukunaga (福永 招平?, Fukunaga Shōhei)
Doppiato da: Shōta Chonan (ed. giapponese), Daniel Magni (ed. italiana)
Studente del secondo anno, alto 179 cm, in difesa è capace di salvare le palle a un livello paragonabile a quello del suo compagno, il libero Yaku, inoltre pur non avendo uno stile appariscente o aggressivo come quello del resto della squadra, possiede un buon senso della schiacciata, secondo Taketora ha ampi margini di miglioramento e potrebbe diventare il giocatore più forte del Nekoma. Indossa la maglia N°6.
Taketora Yamamoto (山本 猛虎?, Yamamoto Taketora)
Doppiato da: Seigo Yokota (ed. giapponese), Davide Fumagalli (ed. italiana)
Ala della squadra, studente del secondo anno, alto 177 cm, si autodefinisce l'asso della squadra, effettivamente è forte nella schiacciata, sebbene dia altrettanta importanza anche all'abilità in difesa ritenendo che un giocatore per essere un vero campione deve saper giocare bene in difesa quanto in attacco. Caratterialmente identico a Ryunosuke, con un atteggiamento intimidatorio ma anche emotivo, proprio come lui ha un debole per Shimizu. Rispetta Kozume benché all'inizio quando egli entrò in squadra non si fidava molto di lui, tanto che lo aveva anche preso di mira, ma col tempo ha imparato a riconoscere il suo valore come membro della squadra. Ha una sorella più piccola di nome Akane. Indossa la maglia N°4.
Sō Inuoka (犬岡 走?, Inuoka Sō)
Doppiato da: Kyōsuke Ikeda (ed. giapponese), Simone Marzola (ed. italiana)
Centrale, alto 185 cm, persona rispettosa nei confronti dei suoi rivali, specialmente quando riconosce la loro forza, Hinata lo considera un degno avversario. Perde il suo posto da centrale in favore del suo compagno di squadra Haiba, su richiesta dell'allenatore Nekomata cambia posizione ad ala per migliorare le coperture aeree in difesa. Come viene fatto notare da Kageyama ha una tale padronanza dei suoi riflessi da poter stare dietro alla rapidità dei suoi avversari anche partendo dalla panchina. Indossa la maglia N°7.
Lev Haiba (灰羽 リエーフ?, Haiba Riēfu)
Doppiato da: Mark Ishii (ed. giapponese), Ezio Vivolo (ed. italiana)
Centrale, studente del primo anno, è nippo-russo di prima generazione, nato e cresciuto in Giappone, alto 196 cm. Anche se all'inizio faticava a inserirsi negli schemi di gioco del Nekoma (specialmente perché prima di iscriversi al liceo non aveva mai avuto esperienza nella pallavolo) in breve tempo riesce a farsi valere, questo perché Haiba nei momenti di difficoltà sfodera la sua vera forza, diventando insieme a Taketora uno degli schiacciatori più forti della squadra, ha per la pallavolo una naturale predisposizione. Ha una sorella più grande di lui, molto avvenente, di nome Alisa, la quale tifa per lui e per il Nekoma. Indossa la maglia N°11.
Yūki Shibayama (芝山 優生?, Shibayama Yūk)
Doppiato da: Takumi Watanabe (ed. giapponese), Matteo Garofalo (ed. italiana)
È il libero di riserva della squadra, ragazzo molto coraggioso e determinato, infatti anche se all'apparenza sembra inoffensivo, è un difensore di tutto rispetto, ma è consapevole di non essere pronto per diventare un giocatore titolare, specialmente paragonando le sue capacità a quelle di Yaku, ma diversamente da quest'ultimo ha una migliore intesa di gioco con Haiba. Indossa la maglia N° 12.
Nobuyuki Kai (海 信行?, Kai Nobuyuki)
Doppiato da: Takanori Hoshino (ed. giapponese), Francesco De Marco (ed. italiana)
Ala, studente del terzo anno, alto 176 cm. È uno dei giocatori migliori del Nekoma, è una persona gentile ed è sempre premuroso con i suoi compagni di squadra, lui Kuroo e Yaku sono amici fin da quando erano tutti e tre delle matricole, anche se all'inizio tra loro era l'unico che si sforzava di mantenere un'atmosfera più serafica dato che gli altri due non perdevano occasione per bisticciare. Indossa la maglia N°2
Yasufumi Nekomata (猫又 育史?, Nekomata Yasufumi)
Doppiato da: Fukuda Nobuaki (ed. giapponese), Giovanni Battezzato (ed. italiana, st.1), Antonio Paiola (ed. italiana, st.2)
Allenatore della squadra, uomo anziano e competitivo, in passato è stato rivale del nonno di Keishin, in linea con il dualismo che c'è tra le scuole del Nekoma e del Karasuno. Sa come leggere le partite, è un uomo intelligente e paziente, diventa rivale di Keishin così come lo era del nonno.
Manabu Naoi (直井 学?, Naoi Manabu)
Doppiato da: Yamamoto Kanehira (ed. giapponese), Lorenzo Scattorin (ed. italiana)
Vice-allenatore della squadra, in passato è stato anche giocatore della squadra del Nekoma, praticava la pallavolo nello stesso periodo in cui Keishin giocava nella squadra del Karasuno, erano amici e rivali, in effetti Manabu è il motivo per cui Keishin ha deciso di allenare la squadra del proprio liceo.

## Liceo Fukurōdani
Kōtarō Bokuto (木兎 光太郎?, Bokuto Kōtarō)
Doppiato da: Ryōhei Kimura (ed. giapponese), Jacopo Calatroni (ed. italiana)
Capitano della squadra, studente del terzo anno, alto 185 cm. È uno dei migliori pallavolisti della prefettura di Tokyo, la sua specialità è la schiacciata lungolinea, ma volendo se la cava bene anche con quelle in diagonale; è ritenuto uno dei cinque schiacciatori più forti a livello nazionale, quando ottiene il pieno controllo della partita diventa quasi inarrestabile, può mettere a segno anche delle ace battendo con precisione e accuratezza. La sua resistenza fisica è tale da permettergli di giocare tutta una partita a pieno regime anche quando è affaticato. Alle volte cambia tattica di gioco anche solo per capriccio, in effetti è difficile gestire il suo carattere stravagante e a tratti persino lunatico, tanto da poter cadere nello sconforto quando viene messo in seria difficoltà. Lui e Kuroo sono legati da un'accesa rivalità, essendo un ragazzo che mette il divertimento nello sport sopra ogni cosa, oltre ad avere l'ambizione di diventare il miglior giocatore del Giappone, riesce a farsi rispettare dai suoi avversari. Indossa la maglia N°4.
Keiji Akaashi (赤葦 京治?, Akaashi Keiji)
Doppiato da: Ryota Osaka (ed. giapponese), Davide Albano (ed. italiana)
Studente del secondo anno, alto 183 cm. È l'alzatore della squadra, frequentava la scuola media Mori, è entrato nel liceo Fukurōdani grazie a una borsa di studio, in breve lui e Bokuto diventano buoni amici, quest'ultimo lo ritiene l'alzatore migliore che possa adattarsi alle sue esigenze. Akaashi sembra l'unico capace di gestire il carattere stravagante di Bokuto, elaborando tattiche e strategie che gli permettano non solo di giocare al meglio delle sue possibilità, ma anche per aiutarlo a ritrovare compostezza e stabilità quando Bokuto perde la calma. Indossa la maglia N°5
Yamato Sarukui (猿杙大和?, Sarukui Yamato)
Doppiato da: Junji Tachibana (ed. giapponese), Vito Ventura (ed. italiana)
Gioca come ala, studente del terzo anno, alto 181 cm. Sarukui è probabilmente lo schiacciatore più forte del Fukurōdani dopo Bokuto, è in grado di segnare anche attraverso una fast, infatti quando il match diventa difficile e Bokuto fatica a giocare al meglio delle sue risorse, Sarukui si rivela un giocatore affidabile e pericoloso. Indossa la maglia N°3.
Haruki Komi (小見春樹?, Komi Haruki)
Doppiato da: Yukitoshi Kikuchi (ed. giapponese), Alessandro Lussiana (ed. italiana)
È il libero della squadra, studente del terzo anno, alto 166 cm. Cerca sempre di pensare positivamente anche quando le partite diventano molto impegnative, infatti è sempre pronto a mettere il pieno impegno a dispetto delle difficoltà, la sua tecnica difensiva è talmente buona da saper ricevere anche le schiacciate più violente. Indossa la maglia N°11.
Akinori Konoha (木葉秋紀?, Konoha Akinori)
Doppiato da: Taishi Murata (ed. giapponese), Marco Benedetti (ed. italiana)
Studente del terzo anno, alto 178 cm. Tra tutti i giocatori della squadra è quello che si rivela più insofferente (in chiave comica) nei confronti dei comportamenti bizzarri di Bokuto, pur considerandolo un buon compagno. Dotato di una buona tecnica è capace di ricoprire anche il ruolo di alzatore quando è necessario. Indossa la maglia N°7.
Tatsuki Washio (鷲尾 辰生?, Washio Tatsuki)
Doppiato da: Akira Koga (ed. giapponese), Alessandro Germano (ed. italiana)
Di ruolo è un centrale, studente del terzo anno, alto 188 cm. Ha sempre un'espressione tenebrosa, la sua specialità è quella di fare muro, probabilmente è allo stesso livello di Kuroo, è un giocatore che non è dotato solo di tecnica, ma anche di fisicità. Indossa la maglia N°2.
Shūichi Anahori (穴掘 秀一?, Anahori Shūichi)
Studente del primo anno, alto 177 cm. È l'alzatore di riserva del Fukurōdani, tendenzialmente viene messo in campo solo quando Akaashi è fuori forma questo perché non è dotato di grande talento, infatti anche se all'inizio dà l'impressione di essere una persona piena di sicurezza e voglia di emergere, in realtà per lui è difficile reggere la pressione di un match impegnativo. Indossa la maglia N°10.
Takeyuki Yamiji (闇路 建行?, Yamiji Takeyuki)
È l'allenatore della squadra, ma in realtà non partecipa molto nelle decisioni che riguardano le partite preferendo evidentemente lasciare più iniziativa ai suoi giocatori, anche perché Akaashi è perfettamente in grado di decidere da solo la strategia di gioco e di portare ordine e serenità tra i compagni durante il match.

## Liceo Tokonami
Hikaru Komaki (駒木 輝?, Komaki Hikaru)
Doppiato da: Ken Takeuchi
Studente del terzo anno e capitano della squadra di pallavolo del liceo Tokonami, è alto 176 cm si sforza di tenere alto il morale nella squadra e per quanto il match possa essere difficile incoraggia i suoi compagni a mettere impegno nel gioco, probabilmente è il giocatore più forte del Tokonami. Indossa la maglia N°1.
Hayato Ikejiri (池尻 隼人?, Ikejiri Hayato)
Doppiato da: Hiromu Miyazaki
Studente del terzo anno, lui e Sawamura sono buoni amici, frequentavano la stessa scuola media. Ragazzo tenace, che non si arrende facilmente, mettendo tutto il cuore nella partita, il suo sogno è diventare capitano della nazionale giapponese di pallavolo, sapendo però che è proibitivo per lui visto che non è un giocatore di grande livello. Indossa la maglia N°4.
Taiga Sakurai (桜井 大河?, Sakurai Taiga)
Gioca come libero, è il giocatore più basso della squadra (164 cm) studente del terzo anno, proprio come Komaki nel momento difficile cerca di mantenere lo stato di serenità tra i suoi compagni di squadra. Indossa la maglia N° 12.
Hiroki Tamagawa (玉川 弘樹?, Tamagawa Hiroki)
Doppiato da: Takashi Oohara
Studente del terzo anno, alto 175 cm, in linea con il resto della sua squadra non è dotato di grande talento dato che il Tokonami è considerato tra i più deboli della prefettura di Miyagi, sa ammettere con rassegnazione la superiorità della squadra avversaria. Indossa la maglia N°5.
Rikuto Shibuya (渋谷 陸斗?, Shibuya Rikuto)
Doppiato da: Nobuyori Sagara
Studente del secondo anno, è il giocatore più alto della squadra (182 cm) come tutti i suoi compagni, pur non avendo molto talento, è animato da una grande forza d'animo che lo spinge a non arrendersi davanti alle difficoltà. Indossa la maglia N°10.
Kazuma Chaya (茶屋 和馬?, Chaya Kazuma)
Doppiato da: Kiyohito Yoshikai
Studente del terzo anno, alto 180 cm, sebbene venga impiegato principalmente per fare muro, non è capace di bloccare l'offensiva avversaria, specialmente quando i giocatori della squadra rivale si dimostrano molto forti. Indossa la maglia N° 3.

## Liceo Date Tech
Kaname Moniwa (茂庭 要?, Moniwa Kaname)
Doppiato da: Takashi Onozuka (ed. giapponese), Mosè Singh (ed. italiana)
Alzatore della squadra e capitano, studente del terzo anno, alto 176 cm. Nel momento difficile dà coraggio ai suoi compagni di squadra spronandoli a non arrendersi, la sua carriera nella pallavolo liceale all'inizio non è stata incoraggiante, infatti stima Aone riconoscendo che lui ha avuto un grande contributo nel rendere più competitiva la squadra, e anche se adesso il Date Tech è ritenuta una delle migliori della prefettura di Miyagi, proprio in ricordo dei suoi iniziali fallimenti agisce con umiltà, cercando di essere di ispirazione ai suoi compagni più giovani. In seguito alla sconfitta contro il Karasuno lascia la squadra. Indossa la maglia N°2.
Takanobu Aone (青根 高伸?, Aone Takanobu)
Doppiato da: Hiroki Matsukawa (ed. giapponese), Francesco Rizzi (ed. italiana)
Centrale, studente del secondo anno, alto 191 cm, la sua specialità è fare muro, sebbene non riesca a saltare molto in alto è veloce e le sue mani superano facilmente la rete grazie alle sue lunghe braccia e alla larghezza delle sue spalle, avendo reso molto famosa e temuta la difesa della squadra del Date Tech. Aone predilige il muro in lettura unendo la sua forza muscolare a un gioco ben ragionato, purtroppo non è altrettanto abile nella schiacciata. A volte non ha il pieno controllo della sua forza. È senza sopracciglia e ha sempre un'espressione di cattivo umore. Considera Hinata il suo principale rivale. Indossa la maglia N°7, per poi indossare la N°1.
Yasushi Kamasaki (鎌先 靖志?, Kamasaki Yasushi)
Doppiato da: Takuya Satō (ed. giapponese), Davide Fazio (ed. italiana)
Studente del terzo anno, centrale alto 188 cm, è un ragazzo pieno di grinta, anche se ci sono giocatori nella sua squadra più bravi di lui, ciò non lo scoraggia dall'impegnarsi durante le partite. Dopo la sconfitta contro il Karasuno lascia la squadra, continuando comunque a essere di sostegno per i suoi ex compagni. Indossa la maglia N°1.
Kenji Futakuchi (二口 堅治?, Futakuchi Kenji)
Doppiato da: Masatomo Nakazawa (ed. giapponese), Federico Zanandrea (ed. italiana)
Studente del secondo anno, gioca come ala, alto 184 cm, preferisce prendere le cose alla leggera, infatti anche quando il match si rivela impegnativo Fukutachi preferisce sminuire i problemi, per questo motivo i suoi compagni di squadra lo trovano antipatico. Comunque è una persona determinata, e non si fa abbattere nemmeno dalla sconfitta. Quando Moniwa abbandona la squadra prende il suo posto come capitano, diventando più serio e severo. Indossa la maglia N°6, per poi indossare la N°2.
Kanji Koganegawa (黄金川 貫至?, Koganegawa Kanji)
Doppiato da: Masayuki Shouji (ed. giapponese), Gianluca Iacono (ed. italiana)
Studente del primo, è il giocatore più alto del Date Tech ovvero 193 cm. Diventa l'alzatore della squadra dopo il ritiro di Moniwa, anche se ha le carte in regola per diventare un buon giocatore, la sua tecnica è ancora acerba, tanto da commette vari sbagli durante la partita. A dispetto degli errori che commette, non perde mai la sua vitalità, ciò a cui ambisce è diventare sempre più bravo. Indossa la maglia N°7.
Kōsuke Sakunami (作並 浩輔?, Sakunami Kōsuke)
Doppiato da: Davide Farronato (ed. italiana)
Studente del primo anno, gioca nel ruolo di libero. Il suo compito in campo si rivela molto arduo perché non solo deve occuparsi della difesa, ma deve anche impostare il suo bagher in modo da facilitare l'alzata del suo compagno Koganegawa per compensare l'inesperienza di quest'ultimo. Indossa la maglia N°13.
Takurō Oiwake (追分 拓朗?, Oiwake Takurō)
Doppiato da: Shinchiro Miki (ed. giapponese), Claudio Andrea Moneta (ed. italiana)
È l'allenatore della squadra, cerca di essere una buona guida per il team, in realtà non dà molti consigli riguardo alle tattiche o alle strategie, preferendo piuttosto motivarli a un gioco aggressivo. Viene messo in evidenza come Hinata riesca a catturare la sua attenzione, infatti Oiwake ne comprende subito l'eccezionale talento nonostante in apparenza non dia l'impressione di essere un giocatore pericoloso.

## Liceo Ohgiminami
Yoshiki Towada (十和田 良樹?, Towada Yoshiki)
Doppiato da: Masakazu Nishida
È il capitano della squadra, ha ottenuto il titolo dopo il ritiro di Akimiya. Studente del secondo anno, alto 182 cm. Contrariamente al suo predecessore Akimiya, il quale era sempre competitivo e di sostegno per il gruppo, Towada è una persona disillusa, che non si impegna per ottenere la vittoria ritenendo inutile l'abnegazione contro avversari che comunque sono più forti di lui. Però nel momento di crisi sa essere agguerrito. All'inizio indossava la maglia N°4 per poi portare la N°1.
Yūki Tazawa (田沢 裕樹?, Tazawa Yūki)
Doppiato da: Yamato Kinjō
Di ruolo gioca come ala, studente del secondo anno, alto 176 cm. Ha una capigliatura in stile punk, ha un'espressione piuttosto nembosa, sembra che tra lui e Ryunosuke ci sia un po' di antipatia. La sua schiacciata è fin troppo prevedibile usandola con eccessiva superficialità. Indossa la maglia N°4
Shun Yokote (横手 駿?, Yokote Shun)
È il libero della squadra, studente del secondo anno, alto 156 cm. Come giocatore non è dotato di un buon senso della difesa, fatica a seguire le dinamiche dell'offensiva avversaria e dalle sue ricezioni i suoi compagni non riescono a sfruttare bene il contrattacco, a dispetto di tutto ha un'indole pertinace anche davanti a rivali molto forti. Indossa la maglia N°12
Ibuki Natsuse (夏瀨 伊吹?, Natsuse Ibuki)
È l'alzatore della squadra, di tutti i titolari dell'Ohgiminami è l'unico del primo anno, alto 174 cm. Le sue alzate purtroppo non si rivelano abbastanza efficaci da favorire gli schiacciatori nell'aiutarli a portare a termine azioni vincenti, non essendo Natsuse un atleta con visione di gioco. Indossa la maglia N°11.
Sōma Oyasu (小安 颯真?, Oyasu Sōma)
Studente del secondo anno, gioca come centrale, è il giocatore più alto della squadra (186 cm). Viene usato specialmente per fare muro, ma la sua difesa può essere facilmente arginata dato che evidentemente non ha grandi capacità atletiche oltre a un cattivo tempismo nelle azioni. Ragazzo indisciplinato, proprio come il suo capitano Towada. Indossa la maglia N°7.
Ayumu Moritake (森岳 歩?, Moritake Ayumu)
Doppiato da: Junji Tachibana
Studente del secondo anno, di ruolo è un centrale, alto 185 cm. Le sue capacità come giocatore non sono molto ben definite, anche perché non riesce a dare un degno contributo in campo essendo un giocatore che non ha né molto talento né presenza, sia in attacco che in difesa non è capace di imporsi. Indossa la maglia N°5.

## Liceo Kakugawa
Yuzuru Komaki (古牧 譲?, Komaki Yuzuru)
Doppiato da: Yasuaki Takumi
Capitano del Kukugawa, alto 173 cm, studente del secondo anno, è un alzatore, in genere è lui a guidare il gioco della squadra insieme a Minamida. Pur essendo consapevole dello scarso livello collettivo della squadra, si impegna come può per favorire il più possibile Hyakuzawa in modo che lui e i suoi compagni gli consentano di sfruttare al meglio la sua forza. Le sue alzate risultano semplici, ma con esse Hyakuzawa riesce a eseguire le sue schiacciate vincenti. Indossa la maglia N°5.
Yūdai Hyakuzawa (百沢 雄大?, Hyakuzawa Yūdai)
Doppiato da: Shōta Yamamoto (ed. giapponese), Matteo Brusamonti (ed. italiana)
Studente del primo anno, capace di mettere in soggezione i suoi avversari per merito della sua altezza (202 cm) infatti questo fa di lui "l'uomo-squadra" prima del suo ingresso nel team il Kakugawa non era una squadra temibile, tra l'altro Hyakuzawa ha iniziato a giocare a pallavolo solo da sei mesi. Può murare sia le schiacciate che i pallonetti, oltre a ciò è in grado di imprimere alla palla una grande forza, potendo eludere persino un muro a tre, infatti è un ottimo schiacciatore, oltre ad avere un'ampia estensione delle braccia, il suo principale punto debole, però, è che le sue schiacciate sono efficaci solo in lungolinea. Indossa la maglia N°9.
Taishi Minamida (南田 大志?, Minamida Taishi)
Doppiato da: Yukitoshi Tokumoto
Libero della squadra, studente del secondo anno, alto 161 cm. Dotato di un bagher abbastanza buono, anche se la sua squadra non è molto forte, la cosa sembra non turbarlo, felice di poter fare affidamento sulla forza di Hyakuzawa, riconoscendo che quest'ultimo è la vera forza trainante del Kakugawa. Indossa la maglia N°12.
Kaito Asamushi (浅虫 快人?, Asamushi Kaito)
Studente del secondo anno, alto 178 cm, al contrario dei suoi compagni di squadra appare quello più seccato dalla bassa considerazione che le persone hanno del Kakugawa. Benché quello dell'alzatore non sia il suo ruolo, stando a quanto afferma Ikkei, potrebbe ricoprire pienamente tale posizione, dato che è capace di eseguire un'alzata in palleggio pur rimanendo lontano dalla rete. Indossa la maglia N°4.
Eiji Makado (馬門 英治?, Makado Eiji)
È un centrale, alto 180 cm, studente del secondo anno. Sembra provare un po' di soddisfazione nel provocare i suoi rivali, specialmente quando la sua squadra dà l'impressione di dominare la partita, ma in ogni caso Makado è un giocatore dalle scarse capacità, aiuta Hyakuzawa nel muro, ma non è forte come lui, e anche in attacco non si dimostra capace di impensierire la difesa avversaria. Indossa la maglia N°3.
Isao Inagaki (稲垣 功?, Inagaki Isao)
Doppiato da: Yamato Kinjou
Studente del secondo anno, alto 176 cm, come per molti giocatori del Kakugawa, Inagaki non è un atleta dalle grandi capacità, inoltre davanti ad attacchi veloci e ben elaborati la sua difesa sotto rete risulta fin troppo facile da neutralizzare. Indossa la maglia N°7.

## Liceo Johzenji
Yūji Terushima (照島 遊児?, Terushima Yūji)
Doppiato da: Takuya Eguchi (ed. giapponese), Matteo De Mojana (ed. italiana)
Studente del secondo anno, diventa capitano dopo il ritiro dalla squadra di Okudake, gioca come ala ed è alto 177 cm. Ragazzo pieno di energie, prende il gioco con spensieratezza, per lui la pallavolo è solo un passatempo, infatti ciò che lo limita è il fatto che non prende il gioco con la dovuta serietà. È comunque un giocatore di gran livello, può schiacciare da ogni direzione, anche dalla seconda linea o dal fondo campo, se la cava discretamente pure nel servizio, oltre a possedere un'agilità non comune, ma alle volte commette degli errori dovuti alla sua disattenzione che costano caro, facendo sì che la squadra perda il ritmo dell'incontro. È attratto da Shimizu, tanto da corteggiarla, senza badare al fatto che lei non lo ricambi, trovandolo addirittura inopportuno. Indossa la maglia N°1.
Takeharu Futamata (二岐 丈春?, Futamata Takeharu)
Doppiato da: Junta Terashima (ed. giapponese), Sebastiano Tamburrini (ed. italiana)
Studente del secondo anno, alto 178 cm. È un eccellente alzatore, capace di alzare la palla con una tecnica semplice, o più elaborata a seconda dei casi, anche attraverso azioni improvvisate. Non è molto bravo nella schiacciata, ciò però non lo scoraggia dal tentare di eseguirla, anche perché il Johzenji non segue una vera tattica di gioco, ogni membro del team improvvisa giocando a istinto. Indossa la maglia N°3.
Rintarō Numajiri (沼尻 凛太郎?, Numajiri Rintarō)
Doppiato da: Taishi Murata (ed. giapponese), Cristiano Paglionico (ed. italiana)
Di ruolo è uno schiacciatore-opposto, studente del secondo anno, alto 176. La sua schiacciata non è particolarmente impegnativa da ricevere, difficilmente riesce a cogliere bene le opportunità, ma quando il gioco si fa difficile si rivela un giocatore audace, sebbene la sua condotta, come quella dei suoi compagni, limita il loro talento dato che nella "filosofia" del Johzenji conta più il divertimento puerile alla vittoria, anche durante il match. Indossa la maglia N°7.
Nobuyoshi Īzaka (飯坂 信義?, Īzaka Nobuyoshi)
Doppiato da: Shuhei Matsuda
Gioca come centrale, studente del secondo anno, alto 186 cm. Sebbene la tecnica di gioco di Īzaka sia più semplice specialmente se paragonata a quella del suo capitano Terushima, è ugualmente efficace, è infatti un bravo schiacciatore con riflessi reattivi, anche perché mette più serietà nel gioco rispetto a Terushima. Indossa la maglia N°9.
Katsumichi Higashiyama (東山 勝道?, Higashiyama Katsumichi)
Doppiato da: Takayuki Nakatsukasa (ed. giapponese), Edoardo Lomazzi (ed. italiana)
Gioca come ala, studente del secondo anno, alto 175 cm. È un atleta dalle abilità alquanto modeste, anche se quando si impegna si rivela un giocatore di buone qualità, è capace di improvvisare come alzatore quando ne ha l'opportunità. Indossa la maglia N°4.
Arata Tsuchiyu (土湯 新?, Tsuchiyu Arata)
Doppiato da: Junji Tachibana (ed. giapponese), Stefano Lucchelli (ed. italiana)
È il libero della squadra, studente del secondo anno, alto 168 cm. La sua ricezione è abbastanza buona, seppur insicura, tra l'altro difficilmente i suoi compagni di squadra riescono a mettere a segno delle buone azioni offensive con le palle da lui salvate. Indossa la maglia N°11.
Hana Misaki (三咲 華?, Misaki Hana)
Doppiata da: Ayumi Fujimura (ed. giapponese), Francesca Bielli (ed. italiana)
È la manager della squadra, l'ex capitano Okudake la stima al punto da lasciarle simbolicamente la guida della squadra, infatti il carattere serio e autoritario di Misaki bilancia quello immaturo di Terushima, tanto che lei stessa riesce a rimettere in riga i giocatori ancora meglio del loro stesso allenatore.

## Liceo Wakutani Minami
Takeru Nakashima (中島 猛?, Nakashima Takeru)
Doppiato da: Atsushi Abe (ed. giapponese), Roberto Fedele (ed. italiana)
Di ruolo è un'ala, studente del secondo anno, è il capitano della squadra e benché non sia molto alto (173 cm) è il miglior schiacciatore del Wakutani Minami, proprio per questo viene definito da Keishin quello che più di tutti arriva a ricordare "Il piccolo gigante" anche più di Hinata (giocatore che quest'ultimo ha sempre idolatrato). La sua specialità e segnare in block-out, inoltre ha una buona battuta. Per quanto l'avversario sia ostico, non manca di essere di incoraggiamento ai suoi compagni rivelandosi una guida per gli altri, avendo un carattere forte e agguerrito. Indossa la maglia N°1.
Shunki Kawatabi (川渡 瞬己?, Kawatabi Shunki)
Doppiato da: Chado Horii (ed. giapponese), Matteo Garofalo (ed. italiana)
Gioca come opposto, ha sempre un'espressione arrabbiata, si innervosisce con facilità quando il match si fa difficile, anche se non ha la stoffa del campione, mette dedizione nel gioco, riuscendo all'occorrenza a fare anche delle buone giocate. Indossa la maglia N°2.
Tsuyoshi Matsushima (松島 剛?, Matsushima Tsuyoshi)
Doppiato da: Hisashi Oda
Studente del primo anno, gioca come centrale, alto 186 cm. Viene impiegato per fare muro ma non è molto dotato, gli risulta difficile seguire l'attacco avversario, inoltre quando si fa trasportare dal nervosismo arriva a commettere degli errori. Indossa la maglia N°11.
Yūki Shiroishi (白石 優希?, Shiroishi Yūki)
Doppiato da: Shuhei Matsuda (ed. giapponese), Daniel Magni (ed. italiana)
Ricopre il ruolo di ala, studente del terzo anno, alto 177 cm. Ha sempre il volto imbronciato, come giocatore pur non eccellendo in niente di specifico, sia in attacco che in difesa, cerca comunque di rendersi utile. Indossa la maglia N°4.
Kazuteru Akiu (秋保 和光?, Akiu Kazuteru)
Doppiato da: Masaaki Mizunaka (ed. giapponese), Diego Baldoin (ed. italiana)
Libero, studente del secondo anno, alto 172 cm. Come difensore possiede una tecnica di gioco piuttosto carente, anche perché manca di velocità e reattività, in particolare le schiacciate di Hinata per lui sono imprendibili. Indossa la maglia N°10.
Kazumasa Hanayama (花山 一雅?, Hanayama Kazumasa)
Doppiato da: Taro Kiuchi (ed. giapponese), Giuseppe Russo (ed. italiana)
Studente del terzo anno, alto 176 cm. È un alzatore di buone capacità, seppure non all'altezza dei migliori della prefettura, gli schiacciatori della squadra si affidano alle sue alzate, non è però molto competente nelle coperture difensive. Indossa la maglia N°5.

## Liceo Shiratorizawa
Wakatoshi Ushijima (牛島 若利?, Ushijima Wakatoshi)
Doppiato da: Ryōta Takeuchi (ed. giapponese), Mattia Bressan (ed. italiana)
È il capitano, studente del terzo anno, alto 189 cm. Ritenuto all'unanimità il giocatore più forte della prefettura di Miyagi nella quale gode di un rispetto praticamente reverenziale, ai tempi delle scuole medie si era già confrontato con alcuni dei giocatori che in seguito sarebbero diventati tra i migliori della pallavolo liceale del paese quali Kiryū e Oikawa dando prova della sua superiorità su entrambi, quest'ultimo in particolare non è mai stato capace di batterlo nemmeno alle scuole superiori. Giocatore della Nazionale Under-19 di cui è ritenuto uno dei membri più forti. È molto serio, abituato a guardare gli altri dall'alto in basso non provoca mai le persone con malizia, e solo che in virtù della sua forza si crede semplicemente superiore alle altre persone. Wakatoshi ha preso il cognome della madre in seguito al divorzio dei suoi genitori, il padre era un giocatore di pallavolo, ma non ha mai fatto carriera, proprio il padre lo istruì alle basi pallavolo. È mancino, la famiglia di Ushijima (il ramo materno) è attaccata alle vecchie tradizioni, lo dimostra il fatto che in principio volevano "correggere" il suo mancinismo che nella cultura giapponese viene a volte considerato disdicevole, è stato il padre a insistere affinché Wakatoshi restasse fedele al suo arto dominante. La sua schiacciata è infallibile, persino più potente di quella di Hinata, e nel servizio è abile almeno quanto Oikawa, bravo nel segnare delle ace, questo perché in entrambi i casi applica molta forza nel colpire la palla dandogli un effetto rotatorio, infatti è praticamente impossibile fermare i suoi tiri con una normale ricezione, è necessario infatti smorzare la palla usando tutto il peso corporeo. Tendō definisce il suo talento miracoloso. Ushijima poco prima di eseguire la schiacciata, riesce a cambiare all'ultimo momento la traiettoria del tiro, in questo modo per lui è più facile confodere la difesa avversaria. A detta di Hinata, quando Ushijima salta dà quasi l'impressione di riuscire a rimanere immobile a mezz'aria. Può giocare per cinque set senza dare segno di cedimento anche se il suo rendimento può calare per tempi prolungati. Indossa la maglia N°1.
Satori Tendō (天童 覚?, Tendō Satori)
Doppiato da: Subaru Kimura (ed. giapponese), Gabriele Zunino (ed. italiana)
Studente del terzo, alto 187 cm gioca come centrale. La sua principale abilità è quella di fare muro, non è tipo da riflettere sulle sue giocate, agisce puramente a istinto riuscendo a intuire ciò che hanno in mente i suoi avversari solo osservando i loro sguardi e la loro tensione muscolare, anche per questo viene soprannominato Guess Monster (ゲス モンスター?, Gesu monsutā) dal suo punto di vista il muro non è una mossa difensiva, al contrario è semplicemente un modo alternativo per attaccare. Per lui è indispensabile divertirsi durante una partita, infatti anche se il suo gioco è praticamente irriflessivo è l'unico modo che ha per trarre goduria. Gioca a una tale intensità che persino un atleta del calibro di Kageyama per stargli dietro è costretto a dare pieno fondo a tutte le sue riserve di energia. Indossa la maglia N°5.
Kenjirō Shirabu (白布 賢二郎?, Shirabu Kenjirō)
Doppiato da: Toshiyuki Toyonaga (ed. giapponese), Ezzedine Ben Nekissa (ed. italiana)
Alzatore, studente del secondo anno, alto 174 cm. È un bravo studente, ne è la prova che è riuscito a entrare nel liceo Shiratorizawa superando i test di ammissione, infatti tra tutti i titolari della squadra è l'unico che è stato ammesso nell'istituto senza una raccomandazione sportiva. Frequentava la scuola media Toyokuro, già a quel tempo iniziò a seguire la carriera di Ushijima, scelse infatti di iscriversi allo Shiratorizawa proprio perché voleva giocare con lui, è un alzatore dello stesso livello di Kageyama ma al contrario di lui non ama mettersi in mostra, ritenendo che nella pallavolo la chiave della vittoria è la forza pura e semplice, e che il compito di un alzatore è quello di limitarsi ad aiutare lo schiacciatore a esprimere al meglio il suo pieno potenziale. Indossa la maglia N°10.
Tsutomu Goshiki (五色 工?, Goshiki Tsutomu)
Doppiato da: Shimba Tsuchiya (ed. giapponese), Marco Briglione (ed. italiana)
Studente del primo anno, gioca come ala, è alto 181 cm. Considera Ushijima un buon compagno di squadra, ma contemporaneamente un rivale, desidera sopra ogni cosa superarlo per affermarsi come il giocatore più forte della Shiratorizawa. Può eseguire la schiacciata lungolinea anche con uno scarso margine di spazio. Indossa la maglia N°8.
Reon Ōhira (大平 獅音?, Ōhira Reon)
Doppiato da: Teruyuki Tanzawa (ed. giapponese), Dario Agrillo (ed. italiana)
Ala, studente del terzo anno, alto 182 cm. Insieme a Ushijima, Goshiki e Tendō è uno dei migliori schiacciatori della squadra, sa colpire la palla con una notevole potenza, comunque il suo ruolo principale è quello di incrementare la forza difensiva dello Shiratorizawa in modo da impiegare al meglio la potenza di Ushijima nel contrattacco. Hinata lo paragona a Saitō Musashibō Benkei. Indossa la maglia N°4.
Taichi Kawanishi (川西 太一?, Kawanishi Taichi)
Doppiato da: Daiki Ōmori (ed. giapponese), Carlo Cravino (ed. italiana)
È un centrale, studente del secondo anno, alto 188 cm. Possiede un sobrio controllo delle tecniche base, per questo motivo Tendō (il quale ama il rischio nelle partite) non apprezza molto il suo stile ritenendo che il gioco Kawanishi è troppo prudente. La sua schiacciata è rudimentale ma efficace. Indossa la maglia N° 12.
Hayato Yamagata (山形 隼人?, Yamagata Hayato)
Doppiato da: Kenji Fukuda (ed. giapponese), Samuele Torriggiani (ed. italiana)
È il libero della squadra, studente del terzo anno, insieme a Shirabu è il giocatore più basso della squadra (174 cm). Difensore di talento, probabilmente è il libero migliore della prefettura di Miyagi dopo Nishinoya, dotato di un buon senso della posizione. Indossa la maglia N° 14.
Eita Semi (瀬見せみ 英太?, Semi Eita)
Doppiato da: Takuma Terashima (ed. giapponese), Gabriele Donolato (ed. italiana)
È l'alzatore di riserva della squadra, studente del terzo anno. Non ama dividere la gloria con gli altri, in particolare trova fastidioso dover adattare il suo gioco alle esigenze di Ushijima, proprio per questo Shirabu è l'alzatore titolare dato che al contrario di Semi lui preferisce mettere il suo talento di alzatore a disposizione della forza di Ushijima con cui ha un'intesa quasi assoluta. Il servizio è la parte del gioco che più preferisce perché, oltre al fatto che è bravo nell'eseguirlo, è l'unico momento in cui può giocare come più preferisce senza dover necessariamente fare affidamento su Ushijima. Indossa la maglia N° 3.
Tanji Washijō (鷲匠 鍛治?, Washijō Tanji)
Doppiato da: Ryūsei Nakao (ed. giapponese), Riccardo Rovatti (ed. italiana), Luca Rosa (da giovane, ed. italiana)
È l'allenatore della squadra, in passato è stato rivale di Ikkei, soprattutto per le loro diverse vedute sulla pallavolo. In gioventù praticava la pallavolo ma non è stato capace di fare carriera dato che non è mai stato alto di statura, questo evidentemente lo condizionò tanto che secondo lui per formare una squadra vincente è semplicemente necessario avere a disposizione giocatori dotati di atletismo e puro talento. In genere quando la sua squadra si impone sugli avversari senza complicazioni, rimane calmo, ma quando i suoi giocatori non svolgono il loro dovere come lui vorrebbe si innervosisce.

## Liceo Nohebi
Suguru Daishō (大将 優?, Daishō Suguru)
Doppiato da: Kazuyuki Okitsu (ed. italiana), Giuseppe Ippoliti (ed. italiana)
Capitano della squadra, studente del terzo anno, alto 178 cm. Pur essendo un ottimo atleta, predilige la tattica psicologica per battere i suoi avversari, infatti è un ragazzo subdolo e meschino, finge di essere una persona onesta, ma in realtà è un manipolatore, preferendo una tattica antisportiva, non esita a fare leva sui punti deboli dei suoi avversari pur di vincere. Lui e Kuroo si conoscono da molto tempo, ma non si sono mai sopportati. È molto legato a Mika, la sua ragazza. Indossa la maglia N°1.
Naoyasu Kuguri (潜 尚保?, Kuguri Naoyasu)
Doppiato da: Takeo Ōtsuka (ed. giapposene), Ivan Spada (ed. italiana)
È un'ala, studente del primo anno, alto 180 cm. Viene impiegato in campo solo quando il suo compagno Numai non può giocare, sebbene sia anche più bravo di quest'ultimo, il suo allenatore Ōmizu preferisce non affidarsi a Koguri solo perché non ha simpatia per il suo carattere quasi totalmente indifferente, ma probabilmente Koguri è il giocatore più forte del Nohebi dopo Daishō. Indossa la maglia N°12.
Kazuma Numai (沼井 和馬?, Numai Kazuma)
Doppiato da: Yanagita Junichi (ed. giapponese), Davide Farronato (ed. italiana)
Studente del terzo anno, considerato tra i migliori elementi del Nohebi sebbene le sue capacità come atleta sono quasi sconosciute dato che lo si è visto in azione in una sola partita, contro il Nekoma, giocando per poco tempo a causa del dolore che accusava al pollice della mano destra, da ciò si evince che comunque è un giocatore con spirito di sacrificio. È dotato di una battuta abbastanza buona. Indossa la maglia N°4.
Sō Akama (赤間 颯?, Akama Sō)
Doppiato da: Taishi Murata (ed. giapponese), Marcello Gobbi (ed. italiana)
È il libero della squadra, studente del secondo anno, alto 172 cm. Non sempre il suo intervento difensivo si rivela necessario anche perché sotto rete i giocatori del Nohebi preferiscono mettere gli schiacciatori avversari nella posizione di buttare la palla fuori dalla linea, comunque più volte i bagher di Akama innescano azioni con cui Daishō sfrutta pienamente la sua schiacciata per fare punto. Indossa la maglia N°8.
Isumi Sakishima (先島 伊澄?, Sakishima Isumi)
Doppiato da: Shota Chonan (ed. giapponese), Alessandro Lussiana (ed. italiana)
Studente del terzo anno, gioca come alzatore, è alto 174 cm. Sembra che si diverta a essere irrispettoso contro i suoi avversari durante il match, deconcentrandoli con degli insulti. Le sue alzate sono disadorne ma comunque buone. Indossa la maglia N°7.
Akihiko Seguro (背黒せぐろ 晃彦?, Seguro Akihiko)
Di ruolo è un centrale, studente del secondo anno. È nella difesa a muro che cerca essenzialmente di avvalersi, ma in realtà il suo gioco in difesa è poco proficuo, non avendo una tecnica valente non è capace di murare bene le schiacciate avversarie. Indossa la maglia N°10.
Kōji Hiroo (広尾 倖児?, Hiroo Kōji)
Doppiato da: Masanori Shimizu (ed. giapponese), Luigi Esposito (ed. italiana)
Di ruolo è un centrale, studente del terzo anno, alto 185 cm. Sul volto ha sempre un'espressione inalterabile, al pari di Sakishima sembra condividere la politica del Nohebi, ovvero un atteggiamento irriverente contro gli avversari in modo da renderli insicuri. Indossa la maglia N°5.
Kiyoshi Ōmizu (大水 清心?, Ōmizu Kiyoshi)
È l'allenatore della squadra, è un uomo esuberante che pretende sempre entusiasmo dai suoi giocatori, infatti più che contribuire a coordinare la tattica di gioco, preferisce motivarli in modo che giochino con passione, anche per questo è poco fiducioso nei riguardi di Kuguri e del suo comportamento distaccato.

## Liceo Tsubakihara
Sakae Echigo (越後 栄?, Echigo Sakae)
Doppiato da: Shouya Ishige (ed. giapponese), Andrea Beltramo (ed. italiana)
È il capitano della squadra di pallavolo del liceo Tsukihara, della prefettura di Kanagawa, studente del terzo anno, alto 183 cm. Di ruolo fa l'alzatore, pur non essendo un giocatore dalle capacità eccezionali, compensa con il suo carattere incoraggiante, portando serenità nel gruppo, anche nei momenti più ardui non rinuncia al suo buon umore. Indossa la maglia N°2.
Kazuki Maruyama (丸山 一喜?, Maruyama Kazuki)
Doppiato da: Yoshiki Nakajima (ed. giapponese), Jona Mannite (ed. italiana)
È un'ala, studente del terzo anno, alto 177 cm. Tra i suoi compagni di squadra è sicuramente quello che più tra tutti sente il peso dello scarso successo che la loro squadra di pallavolo ha ottenuto a livello nazionale. Nel momento di maggior difficoltà, rivela molta forza di carattere, pronto a infondere coraggio ai suoi compagni. Indossa la maglia N°1.
Motoki Teradomari (寺泊 基希?, Teradomari Motoki)
Doppiato: Shuichi Uchida (ed. giapponese), Samuele Torrigiani (ed. italiana)
È la miglior ala della squadra, studente del terzo anno, alto 190 cm. Il suo stile di gioco sotto alcuni aspetti ricorda quello di Ushijima, seppur meno elaborato, è comunque incentrato sulla potenza con cui colpisce la palla, sia nella schiacciata che nel servizio, tanto da poter anche fare un'ace. Indossa la maglia N°4.
Yūshi Maiko (舞子 侑志?, Maiko Yūshi)
Doppiato da: Yusuke Suda
Gioca come opposto, studente del secondo anno, alto 174 cm. Sembra che riesca, almeno all'inizio, a sfruttare le sue abilità solo quando la squadra ha il controllo della partita, al contrario quando prende coscienza della forza dei suoi rivali, diventa più insicuro, oltre a ciò, avendo tempi di reazione piuttosto lenti, non è abile nel gioco in difesa. Indossa la maglia N°10.
Aoi Himekawa (姫川 葵?, Himekawa Aoi)
Doppiato da: Yuki Inoue (ed. giapponese), Maicol Carlini (ed. italiana)
Studente del primo anno, da quando si è iscritto nella squadra di pallavolo del suo liceo ha accumulato pochissima esperienza di gioco, ma in ogni caso è il migliore tra i suoi compagni nella battuta, infatti quella da lui eseguita è una battuta bassa, e dato che nella pallavolo moderna la sky ball non è più molto usata, ciò permette a Himekawa di cogliere impreparata la difesa avversaria. Indossa la maglia N°14.
Akifumi Kaikake (貝掛 亮文?, Kaikake Akifumi)
Doppiato da: Aoi Ichikawa (ed. giapponese), Edoardo Iannantuoni (ed. italiana)
È il libero della squadra, studente del secondo anno, alto 173 cm. Sul campo da gioco non esercita un grande impatto, anche perché la difesa della squadra dello Tsubakihara è quasi sempre di responsabilità di Maruyama. Indossa la maglia N°12.
Tatsumi Ōsado (大佐渡 巽?, Ōsado Tatsumi)
Doppiato da: Issei Maeda (ed. giapponese), Luca Semeraro (ed. italiana)
È l'allenatore della squadra, anche quando la partita diventa impegnativa, non perde la calma, infatti è una persona tranquilla, cercando di creare un'atmosfera distesa, specialmente quando vede che i suoi giocatori sono agitati.

## Liceo Sarukawa
Itaru Shiramine (白峰周?, Shiramine Itaru)
Doppiato da: Yū Miyazaki
È il capitano della squadra di pallavolo del liceo Sarukawa della prefettura di Ishikawa, studente del terzo anno, alto 181 cm, di ruolo è un alzatore, è un ragazzo tranquillo, con i suoi compagni preferisce un approccio gentile, è abile nel saper intuire quali sono le intenzioni della squadra rivale pur non essendo bravo nel saper adottare le dovute contromisure. Lui, così come tutti i membri della squadra del Sarukawa, porta una fascia sulla fronte. Indossa la maglia N° 1.
Iori Kanazawa (金沢伊織?, Kanazawa Iori)
Studente del terzo anno, alto 180 cm, gioca come ala. Sembra avere un temperamento abbastanza calmo, non ha però una buona percezione della strategia di gioco. La sua schiacciata non è molto forte, ciò è dovuto al fatto che la tattica generale della squadra non consiste propriamente nel portare avanti azioni vincenti quanto nel prolungare le azioni di gioco in modo da affaticare gli avversari. Indossa la maglia N° 4.
Hisahiko Wakura (和倉久彦?, Wakura Hisahiko)
È un centrale, studente del terzo anno, alto 186 cm. La sua battuta è piuttosto lenta, tanto che la palla atterra delicatamente proprio sotto la rete, ciò infatti rende la battuta di Wakura facile da ricevere, rendendo purtroppo il contrattacco avversario più facile da costruire. Indossa la maglia N° 3.
Tomonari Shiga (志賀智也?, Shiga Tomonari)
Gioca come centrale, studente del terzo anno, alto 187 cm. È tra i giocatori più forti del Sarukawa, la caratteristica principale che rende temibile la sua schiacciata è la capacità di usarla a grande velocità quando la palla gli viene servita al centro. Indossa la maglia N° 8.
Tomokazu Wajima (輪島 友和?, Wajima Tomokazu)
È il libero della squadra, alto 171 cm, studente del secondo anno, pur possedendo una buona ricezione non è in grado di garantire una salda difesa nella sua metà campo, effettivamente quando gli avversari intensificano la loro forza offensiva risulta difficile per il Sarukawa difendere bene. Indossa la maglia N° 9.
Kenrō Fukatani (深谷 謙朗?, Fukatani Kenrō)
Gioca nel ruolo di ala, studente del secondo anno, alto 178 cm. Non è un giocatore che vanta un elevato livello come atleta, la sua battuta risulta decisamente imprecisa, inoltre non ha molta tenpranza, infatti quando sbaglia si lascia trasportare dalla frustrazione. Indossa la maglia N° 10.
Sōji Yamashiro (山代 総司?, Yamashiro Sōji)
Studente del secondo anno, è uno schiacciatore opposto, alto 177 cm. È probabilmente uno dei migliori difensori della squadra, è in grado di dare supporto in difesa sia per merito della sua buona ricezione che aiutando facendo muro sfruttando una difesa persistente. Indossa la maglia N° 12.
Aritaka Shishio (鹿尾 有敬?, Shishio Aritaka)
Doppiato da: Kentarou Tone
È l'allenatore della squadra, ai tempi in cui era un giocatore di pallavolo era stato Nekomata ad allenarlo, infatti con lui condivide la stessa concezione della strategia, incentrata sullo sfruttare al meglio ogni singola giocata in partita piuttosto che cercare superficialmente il punto.

## Liceo Inarizaki
Shinsuke Kita (北 信介?, Kita Shinsuke)
Doppiato da: Kenji Nojima (ed. giapponese), Antonino Jonathan Luzzi (ed. italiana)
È il capitano della squadra di pallavolo del liceo Inarizaki, della prefettura di Hyōgo. È alto 175 cm. Benché sia il capitano della squadra, fa quasi sempre da panchinaro, è un buon difensore, viene impiegato solo quando è necessario rimettere ordine in campo, quando i suoi compagni di squadra diventano troppo incauti. Kita è una persona pragmatica, niente riesce a emozionarlo, è un ragazzo diligente, prende anche buoni voti a scuola, spesso mette in difficoltà i suoi compagni di squadra sottolineando gli errori che commettono, sia fuori che dentro il campo, per lui l'emotività è inutile. Secondo Kita il valore di una persona si misura dall'impegno che si mette anche nelle piccole azioni pomeridiane, è sempre attento nel svolgere i propri doveri, non per la ricerca della gloria ma solo perché lo ritiene doveroso. Per lui è ininfluente che un giocatore sia forte o debole, infatti ritiene che il contributo di tutti è importante in partita. Gioca con una tale naturalezza da non commettere quasi mai degli errori in campo, nonostante le pochissime partite da lui giocate. Indossa la maglia N°1.
Atsumu Miya (宮 侑?, Miya Atsumu)
Doppiato da: Mamoru Miyano (ed. giapponese), Alessio Ward (ed. italiana)
Studente del secondo anno, alto 183 cm. Ritenuto uno dei migliori alzatori del panorama liceale, tanto da essere tra i candidati nella Nazionale Under-19, è il fratello gemello di Osamu, dotato di un passo veloce e di un'alzata che tiene in considerazione tempo e angolazione seppur lontana dall'essere perfetta, infatti tende a sperimentare nuove mosse proprio durante la partita, mossa che può rivelarsi pericolosa. È capace di imitare lo stile di gioco di Kageyama di conseguenza, teoricamente, sarebbe l'unico oltre a lui capace di trovare un'intesa di gioco perfetta con Hinata. È il più abile della squadra nel servizio, forse la sua battuta è anche più precisa di quella di Oikawa, anche alle scuole medie nessuno poteva competere con lui nel servizio, capace di fare ace sfruttando la manipolazione della traiettoria della palla da lui lanciata a grande velocità trovando vantaggio anche dalla più piccola imperfezione nella postura del ricevitore, la sua specialità è la battuta flottante, la esegue quando fa quattro passi dalla linea dei nove metri, invece se i passi sono sei usa la battura in salto. Parla sempre a sproposito, cosa che i suoi compagni trovano insopportabile e per la quale lo rimproverano sempre. Indossa la maglia N°7.
Osamu Miya (宮 治?, Miya Osamu)
Doppiato da: Hideaki Kabumoto (ed. giapponese), Mattia Ward (ed. italiana)
Fratello gemello di Atsumu, studente del secondo anno, alto 183 cm. Indubbiamente è uno dei gli schiacciatori migliori della squadra, grazie alle alzate del fratello riesce a eseguire delle schiacciate veloci e precise quanto quelle di Hinata, infatti Atsumu e Osamu, rispettivamente nei ruoli di schiacciatore e alzatore, sono capaci di riprodurre la peculiare slide hit di Kageyama e Hinata, ma possono farla anche invertendo i ruoli, con Osamu come alzatore e Atsumu come schiacciatore. Effettivamente Osamu può anche ricoprire occasionalmente la posizione di alzatore in modo da permettere ad Atsumu di impiegare le sue abilità in difesa. Trova il fratello insopportabile per via dell'atteggiamento sconclusionato e arrogante di Atsumu, ma quando giocano insieme la loro sintonia in campo è eccezionale. Indossa la maglia N°11.
Rintarō Suna (角名 倫太郎?, Suna Rintarō)
Doppiato da: Nobunaga Shimazaki (ed. giapponese), Alberto Franco (ed. italiana)
Centrale, studente del secondo anno. Il suo gioco è micidiale, sia in attacco che in difesa, riesce a fare muro adattandosi alla velocità dei suoi avversari sotto rete, zona dove controlla perfettamente i tempi, inoltre quando schiaccia non usa la forza delle braccia o quella delle spalle, bensì il torso, così riesce a piegare all'indietro il braccio quando esegue la schiacciata a un'angolazione più ampia rispetto a quella degli altri schiacciatori in modo da correggere la traiettoria della palla. Indossa la maglia N°10.
Alain Ojiro (尾白 アラン?, Ojiro Aran)
Doppiato da: Jun Kasama (ed. giapponese), Dimitri Winter (ed. italiana)
Ala, studente del terzo anno, alto 184 cm. È l'asso della squadra, conosce Osamu e Atsumu fin dai tempi dell'infanzia, la sua schiacciata è potente quanto quella di Bokuto, infatti Ojiro è ritenuto tra i migliori schiacciatori nel panorama giovanile giapponese, lui e Suna sono considerati i giocatori più temibili della squadra. Persino Azumane ammette di non poter competere con Ojiro. Indossa la maglia N°4.
Michinari Akagi (赤木 路成?, Akagi Michinari)
Doppiato da: Yoshiyuki Matsuura (ed. giapponese), Alessio Talamo (ed. italiana)
Studente del terzo anno, alto 174 cm. È un libero di talento, possiede velocità e riflessi abbastanza reattivi che gli consentono di giocare bene in difesa, riuscendo a salvare palle anche molto difficili, contribuendo pure nel favorire i suoi compagni di squadra nelle azioni in attacco. Indossa la maglia N°15.
Ren Ōmimi (大耳 練?, Ōmimi Ren)
Doppiato da: Takumu Miyazono (ed. giapponese), Davide Quartini (ed. italiana)
Gioca come centrale, studente del terzo anno, è il giocatore più alto della squadra (191 cm). Il suo ruolo in campo è quello di aiutare la difesa facendo muro, aiutato principalmente da Osamu e Suna, pur non essendoci termini di paragone con quest'ultimo, si è rivelato comunque abbastanza abile nel suo ruolo. Sul volto ha sempre un'espressione austera. Indossa la maglia N°2.
Hitoshi Ginjima (銀島 結?, Ginjima Hitoshi)
Doppiato da: Shouma Yamamoto (ed. giapponese), Paolo Carenzo (ed. italiana)
Gioca come ala, studente del secondo anno, alto 180 cm. In condizioni favorevoli si rivela un bravo schiacciatore, seppur non al livello dei suoi compagni come Osamu e Ojiro, purtroppo ciò che fa da limite alle capacità di Ginjima è la sua precipitosità che infatti in genere rende le palle da lui colpite facili da murare. Indossa la maglia N°5.
Heisuke Riseki (理石 平介?, Riseki Heisuke)
Doppiato da: Masaya Fukunishi (ed. giapponese), Giuseppe Russo (ed. italiana)
Studente del primo anno, non è mai stato in grado di farsi valere nel periodo in cui praticava la pallavolo ai tempi in cui frequentava le scuole medie, tanto che giocò una sola partita, e anche ora che gioca nel liceo Inarizaki trova poco spazio tra i titolari. Rimugina troppo quando gioca, ciò limita le sue abilità, ma quando si mette di impegno si rivela bravo nel servizio. Indossa la maglia N°14.
Norimune Kurosu (黒須 法宗?, Kurosu Norimune)
Doppiato da: Nobuaki Kanemitsu (ed. giapponese), Federico Danti (ed. italiana)
È l'allenatore della squadra, è una persona che non lascia nulla al caso, anche quando la sua squadra sembra avere ogni possibilità di vincere, preferisce calcolare ogni potenziale rischio, per lui non conta tanto il talento ma la serietà e la disciplina con cui condurre un match, optando per tattiche che non diano scampo agli avversari.

## Liceo Mujinazaka
Wakatsu Kiryū (桐生 八?, Kiryū Wakatsu)
È il capitano della squadra di pallavolo del liceo Mujinazaka, una delle più forti della prefettura di Oita. Studente del terzo anno, alto 188 cm. È nella Top 3 dei migliori giovani schiacciatori del Giappone, fin dalle scuole medie era ritenuto un giocatore d'élite, seppur non forte quanto Ushijima. Può saltare a piena elevazione anche con una rincorsa a un solo passo, ciò gli consente di schiacciare le alzate più variegate, proprio perché impiega poca potenza per saltare per merito della forza dei suoi arti inferiori, può concentrare nel braccio destro (quello che usa per la schiacciata) tutta la potenza che ha colpendo la palla, inoltre imprime più forza distribuendo tutto il suo peso corporeo sul braccio dando alla palla una maggior spinta. La sicurezza che trasmette alla sua squadra si rivela più volte un'arma a doppio taglio: proprio per via del suo talento i suoi compagno si affidano troppo a lui, rendendo alla lunga il suo gioco sempre meno efficace. Indossa la maglia N°1.
Michiru Usuri (臼利 満?, Usuri Michiru)
Studente del secondo anno, alto 182 cm, è l'alzatore della squadra, le sue alzate sono semplici e pulite, oltre ad essere un ragazzo intelligente con ottime abilità di previsione, le sue giocate hanno lo scopo di portare disordine negli schemi della squadra rivale, purtroppo la sua strategia di gioco ha un punto debole: preferisce alzare la palla quasi sempre a Kiryū, in questo modo l'offensiva della squadra a tempi prolungati diventa prevedibile. Indossa la maglia N°9.
Keisuke Unnan (雲南 惠介?, Unnan Keisuke)
Studente del terzo anno, di ruolo centrale, alto 190 cm. È quello che potrebbe essere definito il giocatore migliore del Mujinazaka dopo Kiryū, ciò che lo rende un giocatore temibile è la sua abilità nel fare muro. Si diverte a provocare il suo compagno di squadra Mami ogni volta che ne ha l'occasione. Indossa la maglia N°4.
Nozomu Mami (猯 望?, Mami Nozomu)
Gioca come centrale, studente del terzo anno, insieme a Unnan è il giocatore più alto del Mujinazak (190 cm). Lui e Unnan sono conosciuti come le "due torri" della squadra, anche se Mami sotto rete non gioca bene in difesa quanto il suo compagno. Mami si arrabbia facilmente con Unnan quando quest'ultimo coglie l'occasione di ridicolizzarlo. Indossa la maglia N°2.
Naoharu Ezota (蝦夷田 尚陽?, Ezota Naoharu)
Studente del terzo anno, alto 182 cm. Ezota è indubbiamente il difensore più competente della squadra, dotato di una buona ricezione, purtroppo però, più l'attacco della squadra avversaria diventa intensivo, e più per lui (così come per i suoi compagni) diventa difficile difendere in maniera organizzata. Indossa la maglia N°7.
Haruma Bishin (尾新 春馬?, Bishin Haruma)
Gioca come libero, studente del secondo anno, alto 174 cm. Giocatore che in difesa non dimostra né tecnica né abilità, è probabile che le scarse prestazioni di Bishin siano dovute al poco aiuto che riceve dai suoi compagni dato che il Mujinazaka non è una squadra la cui tattica si basa sulla difesa, quanto invece per una forte offensiva. Indossa la maglia N°13
Michiko Kuzuri (九刷 みち子?, Kuzuri Michiko)
È l'allenatrice della squadra, in effetti in tutto il manga è l'unica donna che è alla guida di una squadra di pallavolo maschile liceale. Non si affida a schemi troppo elaborati preferendo un approccio più semplice sulla gestione della palla in modo che la squadra possa sfruttare un veloce gioco in attacco.

## Liceo Kamomedai
Aikichi Suwa (諏訪 愛吉?, Suwa Aikichi)
È il capitano della squadra di pallavolo del liceo Komomedai, della prefettura di Nagano, studente del terzo anno alto 177 cm. Come alzatore usa una tecnica semplice quanto affidabile, è un buon regista, tra i suoi compagni di squadra Hoshiumi è quello che riesce a beneficiare più di tutti delle sue alzate. Indossa la maglia N°1.
Kōrai Hoshiumi (星海 光来?, Hoshiumi Kōrai)
Doppiato da: Natsuki Hanae (ed. giapponese), Lorenzo Crisci (ed. italiana)
È il trascinatore del liceo Kamomedai, studente del secondo anno, tra lui e Hinata c'è un forte dualismo dato che entrambi vogliono il titolo di "piccolo gigante" infatti sia per capacità di gioco che per limitazioni fisiche, Hoshiumi è praticamente il riflesso speculare di Hinata, come quest'ultimo a dispetto del fatto che ha una bassa corporatura (169 cm) è un grande attaccante che sfrutta, grazie alla sua esplosività nello scatto, delle veloci e potenti schiacciate aiutato dalla sua straordinaria elevazione nel salto, tanto che persino un libero forte come Nishinoya non può nulla contro i suoi attacchi. Proprio come Hinata odia quando gli altri sottolineano la sua bassa statura. Da piccolo gli piaceva la pallacanestro ma poi decise di dedicarsi alla pallavolo ritenendo che sarebbe stata una disciplina sportiva dove avrebbe potuto sfruttare meglio la sua velocità, sua madre in particolare lo ha incoraggiato a persistere nelle sue ambizioni sportive. È una stella nascente della pallavolo giapponese, tanto che viene tenuto in osservazione dalla Nazionale Under-19. È diverso da Hinata sotto alcuni aspetti: Hinata gioca come centrale mentre Hoshiumi come ala, tra l'altro gioca in maniera impaccabile in ogni zona del campo, alla ricezione, alla battuta e nell'alzata, di conseguenza la sua tecnica è più polivalente rispetto a quella di Hinata, infatti se non fosse che non è alto di statura, Hoshiumi sarebbe sicuramente il giocatore perfetto. Indossa la maglia N°5.
Gao Hakuba (白馬 芽生?, Hakuba Gao)
È il giocatore più alto della squadra (203 cm) studente del secondo anno. Tra lui e Hoshiumi c'è un po' di antipatia, anche perché Hakuba al contrario del suo compagno ritiene che solo i giocatori alti possono avere successo nella pallavolo. Ha iniziato a praticare questo sport solo dopo essersi iscritto al Kamomedai, e grazie alla sua forza e alla sua statura si è subito affermato come un promettente giocatore, lui e Hoshiumi sono la coppia vincente della squadra, che prima del loro ingresso non era considerata molto temuta a livello di gioco. Quando schiaccia sfrutta la sola pura potenza. Indossa la maglia N°10.
Sachirō Hirugami (昼神 幸郎?, Hirugami Sachirō)
Doppiato da: Yū Miyazaki
Centrale, studente del secondo anno, alto 190 cm. La sua è una famiglia di atleti che infatti hanno praticato la pallavolo, e Hirugami proseguendo la tradizione di famiglia si è dedicato anche lui a questo sport. All'inizio non è stato facile per lui ottenere la piena padronanza del suo talento dato che impiegava troppa concentrazione e serietà, è per questo che preferisce giocare con calma e serenità ritenendo che sia il modo migliore per sfruttare al meglio le sue qualità. È una persona gentile e sorridente, ma quando gioca si trasforma diventando freddo e spietato, il suo muro è eccezionale tanto da aver reso famosa la difesa del Kamomedai, il suo gioco difensivo viene definito "inamovibile". Indossa la maglia N°6.
Izuru Nozawa (野沢 出?, Nozawa Izuru)
È un'ala, studente del terzo anno, alto 181 cm. Giocatore dotato di una buona tecnica di base, lui e Hoshiumi sono indubbiamente i due difensori migliori del Kamomedai, in varie occasioni proprio sfruttando le palle da loro salvate, la squadra riesce a passare velocemente al contrattacco. Indossa la maglia N°4.
Keiichirō Kanbayashi (上林 鯨ー郎?, Kanbayashi Keiichirō)
Studente del terzo anno, è più alto di Hoshiumi (173 cm) questo fa di Kanbayashi l'unico libero del manga nel campionato liceale a non essere il giocatore più basso della squadra. Non partecipa molto al gioco in movimento, ma in compenso è bravo nel ricevere i servizi. Indossa la maglia N°13.
Kazuyoshi Bessho (別所べっしょ 千源?, Bessho Kazuyoshi)
Studente del primo anno, gioca come centrale. Preferisce evitare di giocare con imprudenza, è una persona calma e paziente, niente riesce a turbare la sua calma, come afferma Hakuba lui non si arrabbia mai. Sia nel muro che nella sciacciata non dimostra particolare forza. Indossa la maglia N° 8.
Aaron Murphy (アーロン・マーフィ?, Āron Māfi)
È l'allenatore della squadra, in passato ha lavorato nel professionismo, le squadre da lui allenate sono state capaci di ottenere una promozione in leghe superiori. È un uomo gentile e simpatico, ama la pallavolo ritenendo che questo è un elemento indispensabile che ogni giocatore deve avere, per lui ciò che più conta è la padronanza dei fondamentali.

## Altri personaggi
Tenma Udai (宇内 天満?, Udai Tenma)
Ex studente del Karasuno, giocava nella squadra di pallavolo del liceo, dove era considerato l'asso nonostante non fosse molto alto, infatti gli venne dato il soprannome di Piccolo Gigante (小さな巨人?, Chīsana Kyojin). Descritto come un atleta che emanava una forza solenne, finito il liceo ha abbandonato completamente la pallavolo dato che, per quanto fosse bravo, non era comunque la sua principale passione, è un ragazzo gentile e con un carattere semplice.
Saeko Tanaka (田中 冴子?, Tanaka Saeko)
Doppiata da: Yuka Komatsu (ed. giapponese), Elisa Giorgio (ed. italiana)
È la sorella maggiore di Ryunosuke, pure lei frequentava il liceo Karasuno nello stesso periodo di Udai, che conosceva solo di vista. Ragazza molto bella, sfacciata e sicura di sé, amante degli alcolici, si diverte a provocare continuamente Ryunosuke, ma in ogni caso è molto orgogliosa di lui, diventa non solo una sostenitrice nel Karasuno, ma praticamente il capo della tifoseria esibendosi con il taiko.
Akiteru Tsukishima (月島 明光?, Tsukishima Akiteru)
Doppiato da: Takahiro Sakurai (ed. giapponese), Matteo Zanotti (ed. italiana)
Fratello maggiore di Kei, in passato studente del liceo Karasuno e membro della squadra di pallavolo della scuola, nella quale però non è mai stato capace di emergere, specialmente perché Udai lo metteva in ombra con il suo talento. Finita la scuola, continua ad alternare il lavoro con la pallavolo, praticandola però a livello dilettante. È tutto l'opposto di Kei: infatti è cordiale, umile e premuroso.
Makoto Shimada (嶋田 誠?, Shimada Makoto)
Doppiato da: Tomoaki Maeno (ed. giapponese), Giuseppe Palasciano (ed. italiana)
Lavora come commesso in un supermercato, gioca nella squadra di pallavolo del quartiere insieme a Keishin, occasionalmente lo aiuta negli allenamenti della squadra, oltre a tifare per loro durante le partite. Persona affabile, paziente e disponibile. La sua specialità è il servizio avendo personalmente aiutato Yamaguchi a perfezionare il suo.
Ikkei Ukai (烏養 一繋?, Ukai Ikkei)
Doppiato da: Hiroshi Naka (ed. giapponese), Oliviero Corbetta (ed. italiana)
È il nonno di Keishin, ed ex allenatore della squadra di pallavolo del Karasuno. Ormai si è ritirato a vita privata, anziano di buon cuore anche se scontroso, quando allenava lui la squadra era famoso per essere un uomo esigente e severo. Nella sua carriera di allenatore si era fatto vari rivali tra cui si possono citare Yasufumi Nekomata e Tanji Washijō.
Akane Yamamoto (山本 あかね?, Yamamoto Akane)
Doppiata da: Miyu Tomita (ed. giapponese), Laura Cherubelli (ed. italiana)
È la sorella più piccola di Taketora, stringe amicizia con Alisa, la sorella maggiore di Lev Haiba (compagno di squadra di Taketora) ed entrambe sono due accanite tifose della squadra di pallavolo del liceo Nekoma. Akane è talmente apprensiva nei confronti della squadra da prendere anche informazioni sui giocatori avversari.